# 113951 Artdavidsen
113951 Artdavidsen este un asteroid din centura principală de asteroizi.

## Descriere
113951 Artdavidsen este un asteroid din centura principală de asteroizi. A fost descoperit pe 10 octombrie 2002 la Apache Point Observatory în cadrul programului Sloan Digital Sky Survey. Asteroidul prezintă o orbită caracterizată de o semiaxă mare de 2,98 ua, o excentricitate de 0,21 și o înclinație de 14,7° în raport cu ecliptica.